# Konsulat RP w Pile
Konsulat RP w Pile (niem. Polnisches Konsulat in Schneidemühl) – polska placówka konsularna działająca w okresie międzywojennym w ówczesnym Schneidemühl.
Urząd konsularny w randze wicekonsulatu został powołany 1 września 1922 celem reprezentowania spraw polskich w niemieckiej prowincji Marchia Graniczna Poznań – Prusy Zachodnie (Grenzmark Posen-Westpreußen). W 1930 podniesiono rangę do konsulatu.

## Konsulowie
- 1922–1928 – Stanisław Jan Aleksander Ptaszycki, konsul (1892–1940)
- 1928–1932 – dr Kazimierz Szwarcenberg-Czerny (1895–1975)
- 1932–1934[1] – Jerzy Śmigielski, wicekonsul (1890–1953)
- 1934–1939 – dr Tadeusz Drobniak (1894–1979)

## Siedziba
- pierwsza mieściła się w małym (12 łóżek) hotelu „Kaiserhof” przy Alte Bahnhofstraße 54 (obecnie ul. 14 Lutego) (1922), budynek nie istnieje
- kolejna w budynku b. lazaretu 129. pułku piechoty, przy Königstraße 37 (ul. Roosevelta) (1922–1928), w latach 1928–1945 umieszczono tam dom starców; po II wojnie światowej obiekt rozebrano,
- następna w budynku mieszkalnym z 1927 przy Bismarckstraße 16 (ul. Staromiejska) (1928–1934), zwanym „polskim korytarzem”,
- w dzielnicy Überbrück (obecnie Zamość) przy Brauerstraße 4 (ul. Browarnej) (1934–1935), budynek nie istnieje,
- w 1934 za sumę 65 tys. marek od Frantza Waltharta zakupiono przy tejże Brauerstraße 7 willę w stylu włoskim z lat 70. XIX wieku, która pełniła swą rolę urzędu konsularnego Polsce do 1939 (1935–1939); po II wojnie światowej budynek zajmował m.in. szpital polowy (1945–1947), następnie sądy – grodzki, a później rejonowy (1947–1994), zaś obecnie mieści się Muzeum Okręgowe w Pile (1997–)[2].